# Hiroaki Kitano

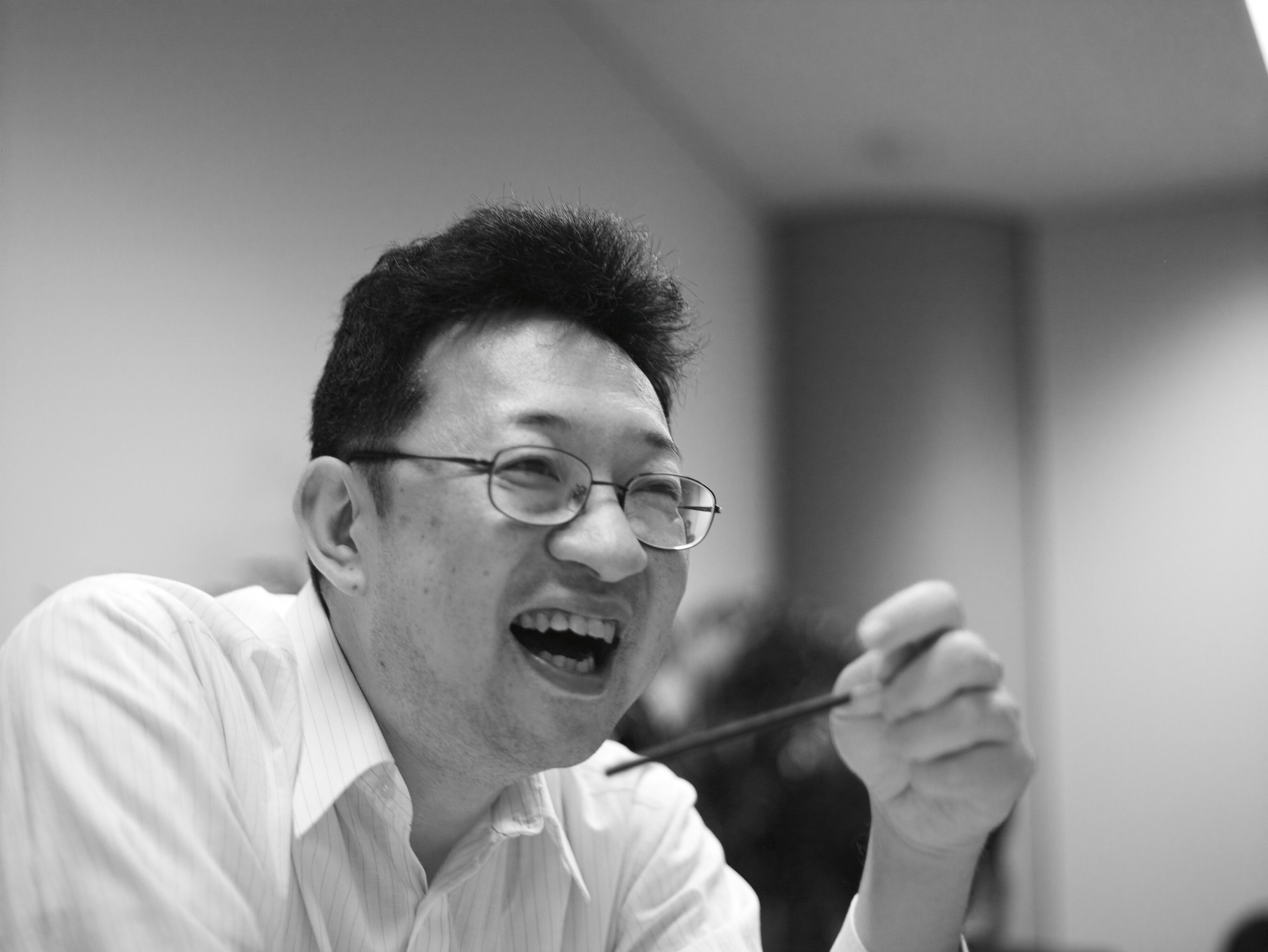
Hiroaki Kitano

Hiroaki Kitano (jap. 北野 宏明, Kitano Hiroaki; * 1961 in der Präfektur Tokio) ist ein japanischer Informatiker und Systembiologe. Er ist Entwickler von Aibo und des zweibeinigen Roboters Qrio und Begründer der RoboCup-Wettbewerbe (1997).
Kitano studierte Physik an der International Christian University in Tokio mit dem Bachelor-Abschluss 1984 und wurde 1991 an der Universität Kyōto in Informatik promoviert (Dissertation: Speech-to-speech translation: a massively parallel memory-based approach). Von 1984 bis 1993 war er am Software-Forschungslabor von NEC und von 1988 bis 1994 war er Gastwissenschaftler am Center for Machine Translation der Carnegie Mellon University. Ab 1993 war er an den Sony-Laboratorien für Informatik, wo er 1996 Senior Researcher wurde und 2002 deren Präsident wurde.
Er ist Gruppenleiter für Modellierung von Krankheiten am RIKEN Center for Integrative Medical Sciences und seit 2001 Direktor des Systems Biology Institute in Tokio.
Er war von 1997 bis 2000 Gastprofessor an der Tokyo Medical and Dental University, von 1998 bis 2001 Gastprofessor am National Institute of Genetics in Mishima, seit 2001 Gastprofessor in der Fakultät für Biologie der Keiō-Universität und seit 2007 Gastprofessor am RCAST (Universität Tokio).
1993 erhielt er den IJCAI Computers and Thought Award.

## Schriften
- Designing neural networks using genetic algorithms with graph generation system, Complex systems, Band 4, 1990, S. 461–476
- H. Kitano, M. Asada, Y. Kuniyoshi, I. Noda, E. Osawa: Robo Cup, Proceedings of the first international conference on Autonomous agents – AGENTS '97, S. 340
- mit M Asada, Y Kuniyoshi, I Noda, E Osawa, H Matsubara: RoboCup: A challenge problem for AI, AI Magazine, Band 18, Nr. 1, 1997, S. 73
- Herausgeber: Foundations of System Biology, MIT Press 2001
- mit anderen: The systems biology markup language (SBML): A medium for representation and exchange of biochemical network models, Bioinformatics, Band 19, 2003, S. 524–531.
- Systems biology: a brief overview, Science, Band 295, 2002, S. 1662–1664
- Computational systems biology, Nature, Band 420, 2002, S. 206–210.
- Biological robustness, Nature Reviews Genetics, Band 5, 2004, S. 826–837.
- mit P. Caminici u. a.: The transcriptional landscape of the mammalian genome, Science, Band 309, 2005, S. 1559–1563
- mit K. Oda, Y. Matsuoka, A. Funahashi: A comprehensive pathway map of epidermal growth factor receptor signaling, Molecular Systems Biology, Band 1, 2005
- Towards a theory of biological robustness, Molecular Systems Biology, Band 3, 2007, S. 137
- mit anderen: The systems biology graphical notation, Nature Biotechnology, Band 27, 2009, S. 735–741